# Lepidodactylus planicaudus
Lepidodactylus planicaudus är en ödleart som beskrevs av  Leonhard Hess Stejneger 1905. Lepidodactylus planicaudus ingår i släktet Lepidodactylus och familjen geckoödlor. IUCN kategoriserar arten globalt som livskraftig. Inga underarter finns listade i Catalogue of Life.